# Tubinellina
Tubinellina es un género de foraminífero bentónico considerado un sinónimo posterior de Tubinella
de la subfamilia Tubinellinae, de la familia Hauerinidae, de la superfamilia Milioloidea, del suborden Miliolina y del orden Miliolida. Su especie tipo era Articulina funalis. Su rango cronoestratigráfico abarcaba el Holoceno.

## Clasificación
Tubinellina incluía a la siguiente especie:
- Tubinellina funalis, aceptado como Tubinella funalis